# Луций Юний Силан Торкват
Луций Юний Силан Торкват (на латински: Marcus Junius Silanus Torquatus; * 40; † 65, Бари) e благородник, роднина на Юлиево-Клавдиева династия през 1 век.
Луций Силан принадлежи към клон Юний Силан на фамилията Юнии и е син на консула от 46 г. Марк Юний Силан. По бащина линия е внук на Марк Юний Силан Торкват (консул 19 г.) и Емилия Лепида, правнучка на Август. Той расте след смъртта на баща му през 54 г. при леля си Юния Лепида и съпруга ѝ Гай Касий Лонгин.
През 60 г. той изпълнява службата на salius Palatinus. Гай Калпурний Пизон го смята за възможен наследник на Нерон през 65 г. През 65 г. Нерон започва с обвинение за предателство против Силан. Сенатът го изгонва в Бари (Апулия), където е убит по нареждане на Нерон.